# 공업 생산
공업 생산(industrial production)은 경제의 산업 부문의 생산량이다. 이 산업 부문에는 제조, 광업, 공익사업이 포함된다. 공업 생산은 앞으로의 GDP 및 경제 성과를 예측하는데 중요한 도구이다. 공업 생산을 통해 이루어진 품목은 공산품(工産品)으로 부른다. 공업 생산은 산업혁명 기간 중에 시작되었다.